# جيش الظلال (فلم)
جيش الظلال (بالفرنسية: L'Armée des ombres) فيلم دراما وإثارة فرنسي عام 1969 من تأليف وإخراج جان بيير ميلفيل، مقتبس عن كتاب جوزيف كيسيل عام 1943 الذي يحمل نفس العنوان، والذي يمزج تجارب كيسيل الخاصة كعضو في المقاومة الفرنسية مع نسخ خيالية لأعضاء المقاومة الآخرين. يروي الفيلم قصة مجموعة صغيرة من مقاتلي المقاومة وهم يتنقلون بين البيوت الآمنة، ويعملون مع جيوش الحلفاء، ويقتلون المخبرين، ويحاولون التهرب من القبض عليهم وإعدامهم وهم يعرفون أنه مصيرهم المحتمل. بينما يصور شخصيات الفيلم على أنها بطولية، يقدم الفيلم نظرة قاتمة وغير رومانسية للمقاومة.
في وقت إطلاقه الأولي في فرنسا، لم يكن جيش الظلال يحظى بقبول جيد أو مرئي على نطاق واسع. في أعقاب أحداث مايو 1968، (اضطرابات مدنية في فرنسا، استمرت نحو سبعة أسابيع، من مظاهرات واضرابات واعتصامات الجامعات والمصانع، توقفت حركة الاقتصاد الفرنسي) استنكر النقاد الفرنسيون الفيلم بسبب تمجيده لشارل ديجول، في ذلك الوقت، وأخذ مبرمجو الأفلام الفنية الأمريكيون إشاراتهم من كتيبات السينما، التي هاجمت الفيلم على هذا الأساس. وبسبب هذا، لم يتم اصداره في الولايات المتحدة منذ ما يقرب من أربعين عامًا. في منتصف التسعينيات، نشرت مجلة «دفاتر السينما» إعادة تقييم للفيلم وإعادة تقييم أيضا لأعمال المخرج ملفيل بشكل عام، مما أدى إلى ترميمه وإعادة إصداره في عام 2006. تم الترحيب بالفيلم بالاستحسان النقدي في الولايات المتحدة، وظهر في قوائم العديد من النقاد كفيلم من العشرة الأوائل في نهاية العام.

## طاقم التمثيل
لينو فينتورا: في دور فيليب جيربير
بول موريس: في دور لوك جاردي (تستند الشخصية جزئيًا إلى الفيلسوف وزعيم المقاومة جان كافايليس)
جان بيير كاسيل: في دور جان فرانسوا جاردي
سيمون سينيوريت: في دور ماتيلد
كلود مان: في دور كلود أولمان الملقب بالقناع
بول كروشيت: في دور فيليكس ليبيرك
كريستيان باربير: في دور غيوم فيرمرش الملقب لو بيسون
سيرج ريجياني: في دور مصفف الشعر
أندريه ديوافرين: في دور العقيد باسي
آلان دكوك: في دور ليجرين
آلان موتت: في دور قائد المعسكر
آلان ليبولت: في دور بول دونات
جان ماري روبين: في دور بارون فيرت تالوار
ألبرت ميشيل: في دور جندرمة
دينيس سادير: في دور طبيب سجن الجستابو

## أحداث الفيلم
تعتقل شرطة فيشي الفرنسية فيليب جربير (لينو فينتورا)، رئيس شبكة مقاومة فرنسية، للاشتباه في قيامه بنشاط المقاومة، ويتم تبرئته لعدم كفاية الأدلة، لكنه يظل محتجزًا في معسكر. بدأ هو وشاب شيوعي في العمل على خطة للهروب، ولكن قبل أن تؤتي ثمارها، يتم نقله إلى باريس ليستجوبه الجستابو. يتمكن جربير من قتل الحارس والهروب. يدير جربير شبكة المقاومة في مرسيليا، بمساعدة ثلاثة من رجاله، فيليكس ليبيرك (بول كروشيت)، وجويلومي فيرمرش، وهو محارب قديم قوي البنية يُعرف باسم بيسون (كريستيان باربير)، وكلود أولمان، المجند الشاب المعروف باسم القناع (كلود مان). يقرر جربير إعدام أحد أعضاء الشبكة لخيانته، وينفذوا هذا خنقًا، حيث ان اطلاق الرصاص ينبه الجيران، وعدم وجود سلاح أبيض لديهم. يجند فليكس صديقه القديم جان فرانسوا جاردي (جان بيير كاسيل)، الطيار السابق الوسيم ومحب المخاطر، في مهمته الأولى إلى باريس. يلتقي جاردي مع ماتيلد (سيمون سيجوريت)، وهي ربة منزل وواحدة من أعمدة شبكة جيربير، ويزور شقيقه الأكبر، لوك جاردي (بول موريس)، الفيلسوف الشهير الذي يعيش على ما يبدو منفصلاً عن الحياة العامة في قصره في باريس. يسافر جربير إلى المقر الفرنسي الحر في لندن في غواصة بريطانية، وعلى متن الغواصة، يلتقي جربير بلوك جاردي، رئيس جميع شبكات المقاومة، كما ان هويته سرية وتحيطه حراسة مشددة، في لندن. ينظم جربير دعمًا لوجستيًا إضافيًا للمقاومة. يلقى الجستابو القبض على فليكس، ويلوذ جربير بالفرار إلى ضاحية فرنسية. تتولى ماتيلد القيادة بعد اعتقال فليكس، وتضع خطة جريئة لإنقاذه، الذي يتعرض للتعذيب في سجن جستابو شديد الحراسة في ليون. يستمع جان فرانسوا جاردي لتفاصيل الخطة، ثم يكتب إلى جربير خطاب استقالة ويتهم نفسه برسالة مجهولة إلى الجستابو حتى يتم القبض عليه وسجنه مع فليكس، حيث يتشاركون في الزنزانة. يتعرض جاردي للضرب المبرح ويظل فليكس بالكاد على قيد الحياة بعد تعرضه للتعذيب المتكرر. بعد وقت قصير، تتحرك ماتيلد ولومسك وبايسون متنكرين في هيئة المان ومستخدمين أوراقًا مزورة تأمر بنقل فليكس إلى مركز احتجاز مختلف كخدعة لإنقاذه. تفشل خطتهم عندما يعلن طبيب السجن أن فليكس في حالة سيئة ولايمكن نقله، ويدرك جان فرانسوا أن الإنقاذ قد فشل، ويناول فليكس حبة السيانيد الوحيدة الموجودة معه.
تحث ماتيلد جربير على الهروب إلى لندن بعد عرض الجستابو صورته كرجل مطلوب، لكنه يرفض ويقول إنه لا يمكن لأحد أن يحل محله في المقاومة المتزايدة. تهاجم شرطة فيشي جربير وتسلمه إلى الألمان، الذين يقرروا اعدامه هو ورفاقه في الزنزانة. يحاول جربير ومن معه الركض إلى الجدار البعيد للغرفة قبل أن تقتلهم المدافع الرشاشة، ومع بدء إطلاق النار، يلقى فريق ماتيلد قنابل دخان لحجب رؤية الألمان، وبالتالي يستطيع جربير النجاة بصعوبة. يختبئ جربير شهرًا بمفرده في مزرعة مهجورة في عمق الريف. يذهب جاردي لطلب نصيحة جربير بعد اعتقال ماتيلد، لعلها أُجبرت على الكشف عن هويات حلفائها لأن النازيين هددوا ابنتها المراهقة. يأمر جربير بإعدام ماتيلد على الفور، لكن بيسون يرفض ويقسم على حماية ماتيلد، لكن جاردي يقنع بيسون أن ماتيلد غير قادرة على الانتحار لكنها تتوقع منهم قتلها. يتربص جاردي وفريقه في أحد شوارع باريس حيث حددوا موقع ماتيلد. يطلق عليها بيسون النار مرتين. يظهر على الشاشة النص النهائي عن مصير الرجال الأربعة، الذين ماتوا جميعًا إما عن طريق الانتحار أو على أيدي النازيين، ولم يتم الكشف عن مصير جربير بدقة، إلا أنه في 13 فبراير 1944، قال: «لن أهرب هذه المرة».

## استقبال الفيلم
عندما صدر الفيلم في فرنسا عام 1969، كان ذلك بعد وقت قصير من أحداث مايو 1968، لاقى استقبالًا نقديًا سيئًا بسبب السياق السياسي لأن ديجول لم يكن موضع تقدير في هذا الوقت، وأصبح تمجيد المقاومة من المحرمات نظرًا لوجود أحداث الجزائر تحتل صدارة الأخبار. نتيجة للمقالات السيئة، لم يتم توزيع الفيلم على نطاق واسع خارج فرنسا، لكنه لقي استحسانًا كبيرًا في أواخر السبعينيات، عند صدوره في بريطانيا. لم يتمكن الجمهور الأمريكي من اكتشاف الفيلم حتى عام 2006، ولكن عندما أعيد إصداره، ظهر الفيلم في قوائم أفضل عشرة أفلام للعديد من النقاد كأفضل أفلام عام 2006. صنف أغلب النقاد الأمركيين الفيلم كأفضل أفلام 2006 مثل دافيد انسن من صحيفة نيوزويك ، وايلا تيلور من صحيفة ال ايه ويكلي - مانولا دارجيز من صحيفة نيويورك تايمز.
منح موقع تجميع التعليقات «الطماطم الفاسدة» تقييم 97%، وينص إجماع النقاد على أن: «هذا الفيلم الكلاسيكي الذي أعيد إصداره مؤخرًا في الأصل في عام 1969 هو بحث بارع للأعمال الداخلية وجهود مقاومة الحرب العالمية الثانية».
أضاف روجر إيبرت الفيلم عند إعادة إصدار في عام 2006 إلى قائمة «الأفلام العظيمة»، حيث كتب: «قد يكون عمر هذه النسخة ذات الخمسة والثلاثين ملليمتر المستعادة، الآن في دور العرض في جميع أنحاء البلاد، 37 عامًا، لكنها أفضل فيلم أجنبي من 7 سنوات».

## وصلات خارجية
جيش الظلال على موقع IMDb (الإنجليزية)
- جيش الظلال على موقع ميتاكريتيك (الإنجليزية)
- جيش الظلال على موقع روتن توميتوز (الإنجليزية)
- جيش الظلال على موقع ألو سيني (الفرنسية)
- جيش الظلال على موقع Turner Classic Movies (الإنجليزية)
- جيش الظلال على موقع أول موفي (الإنجليزية)
- جيش الظلال على موقع فيلمافينيتي (الإسبانية)
- جيش الظلال على موقع قاعدة بيانات الأفلام السويدية (السويدية)
- جيش الظلال على موقع قاعدة بيانات الفيلم (الإنجليزية)
- جيش الظلال على موقع ليتربوكسد (الإنجليزية)